# Gint dabakalo
Espèce
Gint dabakalo est une espèce de scorpions de la famille des Buthidae.

## Distribution
Cette espèce est endémique du Somaliland en Somalie. Elle se rencontre vers Burao.

## Description
Le mâle holotype mesure 27,56 mm et la femelle paratype 35,48 mm.

## Publication originale
- Kovařík & Mazuch, 2015 : « Review of the Genus Gint Kovařík et al., 2013, with Description of Two New Species from Somaliland and Somalia (Puntland) (Scorpiones: Buthidae). » Euscorpius, no 209, p. 1-23 (texte intégral).